# Земляничное (Крым)
Земляни́чное (до 1945 года Ортала́н; укр. Земляничне, крымскотат. Ortalan, Орталан, итал. Ortolagam) — село в Белогорском районе Республики Крым, центр Земляничненского сельского поселения (согласно административно-территориальному делению Украины — Земляничненского сельского совета Автономной Республики Крым).

## Население
| 2001 | 2014 |
| ---- | ---- |
| 732  | ↘660 |

Всеукраинская перепись 2001 года показала следующее распределение по носителям языка
| Язык             | Процент |
| ---------------- | ------- |
| русский          | 47.81   |
| крымскотатарский | 45.9    |
| украинский       | 4.51    |
| другие           | 1.1     |

### Динамика численности
| - 1805 год — 147 чел. - 1864 год — 219 чел. - 1889 год — 317 чел. - 1892 год — 277 чел. - 1897 год — 541 чел. - 1902 год — 581 чел. - 1915 год — 439 чел. | - 1926 год — 646 чел. - 1939 год — 797 чел. - 1989 год — 666 чел. - 2001 год — 732 чел. - 2009 год — 726 чел. - 2014 год — 660 чел. |

## Современное состояние
На 2017 год в Земляничном числится 20 улиц; на 2009 год, по данным сельсовета, село занимало площадь 110 гектаров на которой, в 235 дворах, проживало 726 человек. В селе действуют средняя общеобразовательная школа, детский сад «Земляничка», фельдшерско-акушерский пункт, отделение Почты России, сельский Дом культуры, библиотека-филиал № 16, мечеть «Орталан джамиси», Земляничное связано автобусным сообщением с Белогорском.

## География
Земляничное находится на востоке района, в верхней части долины Индола (Су-Индол). Расположено в горной котловине Внутренней гряды Крымских гор, образованной стыком долин Индола и ручья Чамар, правого притока Мокрого Индола. Село лежит в километре к югу от шоссе Симферополь — Феодосия, высота над уровнем моря — 330 м. Ближайшие сёла — Еленовка в 1,2 километрах севернее и Радостное — в 2,5 км на северо-восток. Расстояние до райцентра — около 24 километров (по шоссе), до железнодорожной станции Феодосия — примерно 51 километр. Транспортное сообщение осуществляется по региональной автодороге 35Н-120 от шоссе Симферополь — Феодосия до Земляничного (по украинской классификации — С-0-10344).

## История

### Древняя история
Орталан — древнее, как и многие горные сёла, христианское поселение, основанное в средние века потомками готов и алан, смешавшихся с местным населением. Бертье-Делагард считал, что селение, как итал. Paradixii, упоминалось в итальянских документах конца XIV века, как владение генуэзского консульства Солдайи, но, судя по письмам консула Солдайи Христофоро ди Негро, в селении итал. Ortolagam жители Солдайи проживали временно (на сезонных работах), а селение находилось на землях Татарии (Крымского ханства) (итал. locis casalibus Tartarie), но археологических раскопок на нём не проводилось. При этом, в материалах переписей Кефинского санджака 1520 года подобное название не встречается. В начале — середине XVII века, вследствие более высоких, чем в Крымском ханстве налогов и спасаясь от набегов казаков, христианское население Кефинского санджака переселялось во внутренние районы полуострова. В джизйе дефтера Лива-и Кефе (Османских налоговых ведомостях) 1634 года в Орталане записаны 8 дворов иноверцев, все переселившиеся из Улу Узеня (1 двор), Ай-Сереза — 2 двора, Шелена 5 дворов.
В Упоминается селение Орта Алан и в дефтера 1652 года, где перечислены несколько имён и фамилий налогоплательщиков-христиан. Упоминается Орталан в родословной беев Ширинских, как «завоёванное Мамак-беем Ширинским от генуэзцев…» (без указания года). Уже в XVII веке здесь находились 2 дворца беев, а сам Орталан был центром их бейлика. В селении, видимо издревле, существовала армянская колония — имеются данные о существовании армянской Вознесенской церкви, возобновлённой в 1700 году (по другим данным — в 1740 году жители возвели новую, пророка Илии) и кладбища при ней. Об этой церкви и кладбище, виденном в 1820 году, пишет Минас Бжишкян (он же Минас Медичи) в своём труде «Путешествие по Польше и другим местам, обитаемым армянами переселившимся из древнего столичного города Ани». Крымский историк А. И. Маркевич, осматривавший армянские церкви селения в конце XIX века, видел только фундамент уже разобранного храма св. Параскевы (7 саженей длиной и 4 шириной), а по поводу греческой часовни св. Илии предполагал, что она возведена на месте армянской.

В «Ведомости о выведенных из Крыма в Приазовье христианах» А. В. Суворова от 18 сентября 1778 года записано, что из деревни Вуртолн (Урталак) выселено 406 армян, 33 крымских грека и 1 грузин (в ведомости митрополита Игнатия выведенных из Арталана число семей не указано). Армяне переселились в Нахичевань-на-Дону, а грузины (вместе с бывшими жителями-грузинами из Кафы, Бахчисарая, Карасубазара, Козлова, Какчиоя, Султан-Салы, Чермалыка и Бешуя) — в село Игнатьевка (ныне не существует). Согласно «Ведомости… какие христианские деревни и полных дворов. И как в оных… какие церкви служащие, или разорённые. …какое число священников было…» от 14 декабря 1783 года в деревне Орталан числилось 12 греческих дворов, церковь пророка Илии в коей 1 священник и 35 армянских дворов. В ведомости «при бывшем Шагин Герее хане сочиненная на татарском языке о вышедших християн из разных деревень и об оставшихся их имениях в точном ведении его Шагин Герея» и переведённой 1785 году о дерревне записано: «В сей деревне после выехавших греков остались все земли в казённом ведомстве». Также содержится отсылка к другому архивному документу, в котором сказано
Деревня Арталан всей деревне христианских домов девяносто четыре из них якобы петнадцать поселены были на земле Мурат мурзе которого Шагин Гиреи убил протчие якобы поселены были на ранговой шарын бейке кой земле где три мелницы четыре сада. Шагин Гиреи однако от давал на откуп в чём свидетельствует тогдашней содержатели откупа садов Хамит ага и Вели ага.

### Российская империя и новое время
В Камеральном Описании Крыма… 1784 года записано, что в последний период Крымского ханства Яюрт входил в Ширинский кадылык Кефинского каймаканства. После присоединения Крыма к России (8) 19 апреля 1783 года, (8) 19 февраля 1784 года, именным указом Екатерины II сенату, на территории бывшего Крымского Ханства была образована Таврическая область и деревня была приписана к Левкопольскому, а после ликвидации в 1787 году Левкопольского — к Феодосийскому уезду Таврической области. Во время своего путешествия императрица Екатерина ІІ пожаловала селение Орталан с окрестностями камердинеру таганрогскому греку Захару Константиновичу Зотову (впоследствии земли делились между его наследниками). После Павловских реформ, с 1796 по 1802 год, входила в Акмечетский уезд Новороссийской губернии. По новому административному делению, после создания 8 (20) октября 1802 года Таврической губернии, Орталан был включён в состав Кокташской волости Феодосийского уезда.
По Ведомости о числе селений, названиях оных, в них дворов… состоящих в Феодосийском уезде от 14 октября 1805 года, в деревне Орталы числилось 25 дворов, 81 крымский татарин и 66 греков. На военно-топографической карте генерал-майора Мухина 1817 года обозначена деревня Орталан с 22 дворами. После реформы волостного деления 1829 года Арталак, согласно «Ведомости о казённых волостях Таврической губернии 1829 года» остался в составе Кокташской волости. На карте 1836 года в деревне 36 дворов, как и на карте 1842 года.
В 1860-х годах, после земской реформы Александра II, деревню приписали к Салынской волости того же уезда. В «Списке населённых мест Таврической губернии по сведениям 1864 года», составленном по результатам VIII ревизии 1864 года, Орталан — владельческая греческо-татарская деревня с 30 дворами, 219 жителями, армянским монастырём, мечетью и целебным источником Саулук-Су при речке Мокрый Эндол (на трёхверстовой карте Шуберта 1865—1876 года в деревне Орталан обозначен 31 двор). В «Памятной книге Таврической губернии 1889 года», по результатам Х ревизии 1887 года записана Орталан с 60 дворами и 317 жителями. На верстовой карте 1890 года в деревне обозначено 90 дворов с греческо-татарским населением. По «…Памятной книжке Таврической губернии на 1892 год» в Орталане, не входившей ни в одно сельское общество, числилось 277 безземельных жителей, домохозяйств не имеющих.
После земской реформы 1890-х годов, которая в Феодосийском уезде прошла после 1892 года, деревня осталась в составе Салынской волости. Согласно Всероссийской переписи 1897 года в селе Орта-Лан зафиксировано 541 житель, из которых 182 православных (видимо, греков) и 352 мусульманина (то есть, татар). По «…Памятной книжке Таврической губернии на 1902 год» в деревне Орталан, входившей в Коперликойское сельское общество, числился 581 житель, домохозяйств не имеющий. На 1902 год в деревне работал фельдшер. На 1914 год в селении действовало земское училище. По Статистическому справочнику Таврической губернии. Ч.II-я. Статистический очерк, выпуск пятый Феодосийский уезд, 1915 год, уже в селе Орталан Салынской волости Феодосийского уезда числилось 85 дворов (все дворы с землёй) с татарским населением в количестве 439 человек приписных жителей, из которых 237 мужчин и 202 женщины. Жители владели 694 десятинами удобной земли. В хозяйствах имелось 107 лошадей, 27 волов, 73 коровы и 10 голов овец, свиней, или коз.
После установления в Крыму Советской власти, по постановлению Крымревкома от 8 января 1921 года была упразднена волостная система и село вошло в состав вновь созданного Карасубазарского района Симферопольского уезда, а в 1922 году уезды получили название округов. 11 октября 1923 года, согласно постановлению ВЦИК, в административное деление Крымской АССР были внесены изменения, в результате которых округа ликвидировались, Карасубазарский район стал самостоятельной административной единицей и село включили в его состав. Согласно Списку населённых пунктов Крымской АССР по Всесоюзной переписи 17 декабря 1926 года, в селе Орталан, центре Орталанского сельсовета Карасубазарского района (и одноимённом совхозе), числилось 158 дворов, из них 95 крестьянских, население составляло 646 человек, из них 361 татарин, 173 русских, 101 грек, 7 украинцев, 2 немца, 2 записаны в графе «прочие», действовала русско-татарская школа. По данным всесоюзной переписи населения 1939 года в селе проживало 797 человек.
Вскоре после освобождения Крыма, согласно Постановлению ГКО № 5859 от 11 мая 1944 года, все крымские татары были депортированы в Среднюю Азию, а 27 июня, по постановлению № 5984сс от 2 июня, та же участь постигла местных греков. 12 августа 1944 года было принято постановление № ГОКО-6372с «О переселении колхозников в районы Крыма», в исполнение которого в район завезли переселенцев: 6000 человек из Тамбовской и 2100 — Курской областей, в том числе и в Орталан, а в начале 1950-х годов последовала вторая волна переселенцев из различных областей Украины. Указом Президиума Верховного Совета РСФСР от 21 августа 1945 года Орталан переименовали в Земляничное и, соответственно, Орталанский сельсовет — в Земляниченский. С 25 июня 1946 года Земляничное в составе Крымской области РСФСР, а 26 апреля 1954 года Крымская область была передана из состава РСФСР в состав УССР. Время упразднения сельсовета пока не установлено (известно, что на 1960 год он уже не существовал, а Земляничное входило в Богатовский), как и год восстановления (на 1 января 1977 года совета ещё не было). По данным переписи 1989 года в селе проживало 666 человек. С 12 февраля 1991 года село в восстановленной Крымской АССР, 26 февраля 1992 года переименованной в Автономную Республику Крым. С 21 марта 2014 года в составе Крыма аннексировано Россией.